# LNFA Serie C 2016

La LNFA Serie C 2016 è la 2ª edizione del campionato di football americano di terzo livello, organizzato dalla FEFA. È formata da una serie di tornei locali che si concludono con dei playoff nazionali.

## Stagione regolare

### XV Liga Andaluza de Futbol Americano
| Pos. | Squadra            | PCT  | G | V | N | P | PF  | PS  |
| ---- | ------------------ | ---- | - | - | - | - | --- | --- |
| 1    | Granada Lions      | .833 | 6 | 5 | 0 | 1 | 291 | 66  |
| 2    | Fuengirola Potros  | .833 | 6 | 5 | 0 | 1 | 254 | 52  |
| 3    | Almería Barbarians | .333 | 6 | 2 | 0 | 4 | 113 | 205 |
| 4    | Sevilla Linces     | .000 | 6 | 0 | 0 | 6 | 25  | 360 |

|  | Finale            |                   |    |  |
|  |                   |                   |    |  |
|  | Granada Lions     | Granada Lions     | 0  |  |
|  | Fuengirola Potros | Fuengirola Potros | 40 |  |

#### Verdetti
- I  Fuengirola Potros partecipano ai playoff di serie C.

### XXVIII LCFA Senior
| Pos. | Squadra                           | PCT   | G | V | N | P | PF  | PS  |
| ---- | --------------------------------- | ----- | - | - | - | - | --- | --- |
| 1    | Argentona Bocs                    | 1.000 | 7 | 7 | 0 | 0 | 277 | 27  |
| 2    | Barcelona Uroloki                 | .714  | 7 | 5 | 0 | 2 | 119 | 94  |
| 3    | Salt Falcons/ Vall d'Aro Senglars | .714  | 7 | 5 | 0 | 2 | 207 | 107 |
| 4    | Terrassa Reds                     | .571  | 7 | 4 | 0 | 3 | 167 | 101 |
| 5    | Vilafranca Eagles                 | .429  | 7 | 3 | 0 | 4 | 183 | 143 |
| 6    | Barcelona Pagesos                 | .429  | 7 | 3 | 0 | 4 | 125 | 131 |
| 7    | Torrelles Legends                 | .143  | 7 | 1 | 0 | 6 | 71  | 280 |
| 8    | Salou Almogàvers                  | .000  | 7 | 0 | 0 | 7 | 24  | 290 |

|  | Semifinali | Semifinali                        | Semifinali                        |                                   |               | Finale        | Finale | Finale |  |
|  |            |                                   |                                   |                                   |               |               |        |        |  |
|  | 1          | Argentona Bocs                    | 6                                 |                                   |               |               |        |        |  |
|  | 1          | Argentona Bocs                    | 6                                 |                                   |               |               |        |        |  |
|  | 4          | Terrassa Reds                     | 7                                 |                                   |               |               |        |        |  |
|  | 4          | Terrassa Reds                     | 7                                 |                                   | Terrassa Reds | Terrassa Reds | 8      |        |  |
|  |            |                                   |                                   |                                   | Terrassa Reds | Terrassa Reds | 8      |        |  |
|  |            |                                   | Salt Falcons/ Vall d'Aro Senglars | Salt Falcons/ Vall d'Aro Senglars | 7             |               |        |        |  |
|  | 3          | Salt Falcons/ Vall d'Aro Senglars | Salt Falcons/ Vall d'Aro Senglars | Salt Falcons/ Vall d'Aro Senglars | 7             | 21            |        |        |  |
|  | 3          | Salt Falcons/ Vall d'Aro Senglars |                                   |                                   |               |               |        |        |  |
|  | 2          | Barcelona Uroloki                 | 7                                 |                                   |               |               |        |        |  |

#### Verdetti
- I  Terrassa Reds vincono la Lliga Catalana.
- Nessuna squadra partecipa ai playoff di serie C.

### Liga Madrilena de Futbol Americano 2016
| Pos. | Squadra               | PCT   | G | V | N | P | PF  | PS  |
| ---- | --------------------- | ----- | - | - | - | - | --- | --- |
| 1    | Camioneros de Coslada | 1.000 | 7 | 7 | 0 | 0 | 299 | 21  |
| 2    | Alcorcón Smilodons    | .714  | 7 | 5 | 0 | 2 | 111 | 85  |
| 3    | Toros de Madrid       | .714  | 7 | 5 | 0 | 2 | 151 | 114 |
| 4    | Majadahonda Wildcats  | .571  | 7 | 4 | 0 | 3 | 224 | 107 |
| 5    | Tres Cantos Jabatos   | .571  | 7 | 4 | 0 | 3 | 182 | 129 |
| 6    | Madrid Capitals       | .286  | 7 | 2 | 0 | 5 | 83  | 214 |
| 7    | Guadalajara Stings    | .143  | 7 | 1 | 0 | 6 | 33  | 239 |
| 8    | Arganda Blackhawks    | .000  | 7 | 0 | 0 | 7 | 20  | 194 |

#### Verdetti
- I  Camioneros de Coslada vincono la Liga Madrilena e partecipano ai playoff di serie C.

### Liga Norte Senior 2015-2016
| Pos. | Squadra               | PCT   | G | V | N | P | PF  | PS  |
| ---- | --------------------- | ----- | - | - | - | - | --- | --- |
| 1    | Cantabria Bisons      | 1.000 | 6 | 6 | 0 | 0 | 370 | 19  |
| 2    | Zaragoza Hurricanes   | 1.000 | 6 | 6 | 0 | 0 | 234 | 22  |
| 3    | Oviedo Madbulls       | .667  | 6 | 4 | 0 | 2 | 219 | 128 |
| 4    | Zaragoza Hornets      | .500  | 6 | 3 | 0 | 3 | 82  | 76  |
| 5    | Zaragoza Dark Knights | .333  | 6 | 2 | 0 | 4 | 123 | 162 |
| 6    | ANV Cuervos           | .333  | 6 | 2 | 0 | 4 | 65  | 183 |
| 7    | CDE Berserkers        | .167  | 6 | 1 | 0 | 5 | 35  | 229 |
| 8    | Gijón Royals          | .000  | 6 | 0 | 0 | 6 | 13  | 322 |

#### Verdetti
- I  Cantabria Bisons vincono la Liga Norte ma decidono di non prendere parte ai playoff di serie C.
- Gli  ANV Cuervos partecipano ai playoff di serie C.

### Conferencia Este 2016
| Pos. | Squadra               | PCT   | G | V | N | P | PF  | PS  |
| ---- | --------------------- | ----- | - | - | - | - | --- | --- |
| 1    | Alicante Sharks       | 1.000 | 6 | 6 | 0 | 0 | 186 | 26  |
| 2    | Cartagena Pretorianos | .571  | 7 | 4 | 0 | 3 | 174 | 106 |
| 3    | La Nucía Spartans     | .500  | 6 | 3 | 0 | 3 | 72  | 103 |
| 4    | Cehegín Wolves        | .286  | 7 | 2 | 0 | 5 | 108 | 162 |
| 5    | Rafelbunyol Sants     | .167  | 6 | 1 | 0 | 5 | 40  | 183 |

#### Verdetti
- Nessuna squadra partecipa ai playoff di serie C.

## Playoff

### Tabellone
|  | Wild Card | Wild Card              | Wild Card |  |  | Semifinali | Semifinali             | Semifinali |  |  | Finale | Finale                 | Finale |
|  |           |                        |           |  |  |            |                        |            |  |  |        |                        |        |
|  |           |                        |           |  |  |            | Fuengirola Potros      | 0          |  |  |        |                        |        |
|  |           | Las Rozas Black Demons | 20        |  |  |            | Las Rozas Black Demons | 20         |  |  |        |                        |        |
|  |           | Camioneros de Coslada  | 8         |  |  |            |                        |            |  |  |        | Las Rozas Black Demons | 0      |
|  |           |                        |           |  |  |            |                        |            |  |  |        | Osos de Rivas          | 18     |
|  |           |                        |           |  |  |            | ANV Cuervos            | 0          |  |  |        |                        |        |
|  |           |                        |           |  |  |            | Osos de Rivas          | 58         |  |  |        |                        |        |

### Wild Card
| Las Rozas de Madrid 29 aprile 2016 | Las Rozas Black Demons | 20 – 8 | Camioneros de Coslada |  |

### Semifinali
| Fuengirola 14 maggio 2016 | Fuengirola Potros | 0 – 20 | Las Rozas Black Demons |  |

| 15 maggio 2016 | ANV Cuervos | 0 – 58 | Osos de Rivas |  |

### II Final de la LNFA Serie C
| 18 maggio 2016 | Las Rozas Black Demons | 0 – 18 | Osos de Rivas |  |

## Verdetti
- Osos de Rivas Campioni della LNFA Serie C 2016 e Promossi in Serie B
- Las Rozas Black Demons promossi in Serie B